# Burschenschaft Hannovera Göttingen
Die Burschenschaft Hannovera Göttingen ist eine farbentragende und fakultativ schlagende Studentenverbindung in Göttingen. Sie wurde am 13. Mai 1848 gegründet. Die Hannovera galt in 2015 vor Auflösung der damaligen Aktivitas als Teil des rechten Randes der Göttinger Verbindungsszene.

## Couleur, Wahlspruch und Allgemeines
Hannovera trägt die Farben Grün-weiß-rot mit silberner Perkussion. Alle Bundesbrüder tragen das gleiche Band; ein Fuxenband (Füchse) wird nicht getragen. Die Mütze ist (dunkel-)grün mit grün-weiß-rotem Band und weißem Stoß in der Form der kleinen Schülermütze. Es wird auch Tönnchen und Schmucktönnchen getragen.
Nach der Farbe der Mützen werden die Mitglieder der Burschenschaft traditionell „Grüne Hannoveraner“ oder in engeren Verbindungskreisen auch nur kurz „die Grünen“ genannt.
Die Burschenschaft trägt zusätzlich zum Leitspruch der Burschenschaft Ehre, Freiheit, Vaterland den Wahlspruch „Freiheit durch Einigkeit“. Sie steht in der Tradition der Urburschenschaft, folgt dem Lebensbund- und Konventsprinzip und ist fakultativ schlagend.

## Geschichte

### Vorgeschichte
Das im Rahmen der Karlsbader Beschlüsse erlassene Universitätsgesetz von 1826 verbot jeglichen Zusammenschluss unter Studenten. Aufgrund der Julirevolution von 1830 versprach der König von Hannover eine Verfassung, die schon 1833 erlassen wurde. 1837 übernahm Ernst August I. die Regierung; er garantierte die Verfassung nicht mehr. Dagegen protestierten die Göttinger Sieben. Das Verbindungsverbot wurde durchgesetzt, durch einzelne studentische Zusammenschlüsse jedoch auch unterlaufen.
Ab 1845 traf sich regelmäßig ein Kreis von Schülern einer hannöverschen Schule, die burschenschaftliches Gedankengut vertraten. Dieser Kreis studierte später in Göttingen, als auch dort die Deutsche Revolution 1848/49 ausbrach. Es kam zu Reibereien zwischen Studenten und der Polizei. Als einige Verbindungen in Farben auftraten, rückte Reiterei ein. Daraufhin kam es am 17. März 1848 zu einem Auszug der Studenten aus Göttingen. Der König machte bald Zugeständnisse und hob das Verbindungsverbot auf. Am 1. Mai 1848 erfolgte der festliche Einzug der Studenten, die aus Northeim von Vertretern der Stadt und der Universität abgeholt wurden. Daran nahmen auch die Hannoveraner teil.

### Gründungszeit
Bereits zu Ostern waren Statuten der neuen Verbindung entworfen worden. Einen Tag nach dem Festkommers traf man sich zum ersten Convent und beschloss die Gründung der Progressverbindung Hannovera mit den Farben Grün-Weiß-Rot. Zum Programm erklärt wurden das Ideal einer allgemeinen Studentenschaft, Ehrenhaftigkeit, Wissenschaftlichkeit sowie körperliche Ertüchtigung. Die Gründung wurde der Universität sofort mitgeteilt. Am 13. Mai 1848 wurde in Nörten-Hardenberg ein Kommers begangen und damit die Gründung nach außen hin bekanntgegeben. Dieser Tag gilt als Stiftungsdatum der Burschenschaft Hannovera.
Im Wintersemester 1850/51 wurde das Sittlichkeitsprinzip eingeführt. Auch wurde die Satisfaktion stärker betont. Ab dieser Zeit bekannte die Hannovera sich offen als Burschenschaft.
Wie viele andere Studenten nahmen Aktive der Burschenschaft Hannovera am Deutsch-Französischen Krieg 1870/71 teil, von denen zwei Bundesbrüder fielen.

### Corpszeit 1878–1884
Nach der Deutschen Reichsgründung war es verbreitete Auffassung, das burschenschaftliche Ziel der deutschen Einheit sei erreicht und die burschenschaftlichen Ideale hätten sich überlebt. Diese Stimmung gab es auch in der Hannovera. Unter der Führung Andreas Webers (Frankonia Bonn 1866, Hannovera 1874), des sogenannten „grünen Webers“ hatte sich Hannovera immer mehr in Richtung eines Corps entwickelt. Sie gab sich zunehmend exklusiv fiel durch besonders „rücksichtslos-schroffe“ Art auf. Streitigkeiten mit Arminia Marburg führten 1872 zum Ausscheiden Hannoveras und ihrer Kartellburschenschaften Germania Jena und Frankonia Heidelberg aus dem jungen Korporationsverband Eisenacher Konvention.
1878 erklärte die Aktivitas sich zum Corps Hansea, das sich dem Göttinger Senioren-Convent anschloss. Die alten Farben und das alte Wappen wurden weiter geführt. Die 28 Mitglieder des Corps Hansea Göttingen werden in den Kösener Korpslisten geführt. Ein sehr großer Teil der Altherrenschaft trug diesen Schritt nicht mit; ab 1884 gab es wieder eine aktive Burschenschaft Hannovera an der Universität Göttingen.

### Zeitraum 1884–1918
Ab 1863 hat es vielfache Versuche gegeben, einen Dachverband der Burschenschaften zu bilden. Das 1869 gebildete Grün-Weiß-Rote Kartell (Hannovera Göttingen, Germania Jena, Frankonia Heidelberg, ab 1919 auch die Tübinger Burschenschaft Derendingia) hatte 1874 zu einem Treffen der Burschenschaften in Eisenach aufgerufen, auf dem der Eisenacher Deputierten-Convent (EDC) gegründet wurde. Diesem war zwar letztlich kein dauerhafter Bestand beschieden, auf ihm fußte allerdings der 1881 gebildete Allgemeine Deputierten-Convent (ADC), der 1902 in Deutsche Burschenschaft umbenannt wurde. Die 1884 wiedererstandene Hannovera, die dem ADC beitrat, hatte es zunächst sehr schwer, sich zu behaupten. Nach Gründung einer Altherrenkasse, zu der die Alten Herren freiwillig Beiträge entrichten konnten, ging es ihr finanziell besser. Die Hauptbetätigung der Aktiven in der Korporation galt zeitgemäß der Pflege der Bestimmungsmensur und der wöchentlichen Kneipe, wobei anderswo anzutreffende unliebsame Auswirkungen bewusst vermieden wurden. Seit 1893/94 fanden Wissenschaftliche Vortragsabende (Burschenschaftliche Abende) mehrfach im Semester statt. Als 1896 der ADC mehrheitlich eine Resolution verabschiedete, wonach jüdische Studenten nicht mehr aufgenommen werden sollten, hatte Hannovera einen klaren und konsequenten Standpunkt. Sie teilte ihren Alten Herren mit, in ihrer Satzung gebe es keine Vorschrift, die die Aufnahme von Juden verbiete; man werde auch keine solche Bestimmung aufnehmen. Allerdings sehe man sich nicht in der Lage (bedeutet: man sehe keinen Grund), eine entsprechende Erklärung in den Burschenschaftlichen Blättern zu veröffentlichen. Die Burschenschaft Hannovera hat Zeit des Bestehens eine ganze Anzahl jüdischer Bundesbrüder in ihren Reihen gehabt.
Zu Ende des Wintersemesters 1902/03 wurde die Hannovera durch die Universität Göttingen wegen „Verrufserklärung und schwerer öffentlicher Beleidigung eines Studenten“ für zwei Semester suspendiert, konnte jedoch erst 1906 durch Kartellbrüder erneut eröffnet werden. Danach florierte sie. 1908 wurde das Verbindungshaus erworben. Mit Beginn des Ersten Weltkrieges suspendierte die Burschenschaft Hannovera ihre Aktivitas. Alle Aktiven wurden neben vielen Alten Herren Soldat; 31 Kriegstote waren zu beklagen.

Die Hannovera als Mitglied der Deutschen Burschenschaft (1915)

### Zwangsauflösung im NS-Staat
Durch Auflösungsverfügung der Geheimen Staatspolizei Hildesheim vom 28. April 1939 (Br.-Nr. II C – 1462/39) wurden die Burschenschaft Hannovera und ihr Hausbauverein aufgelöst. Rechtlich gestützt wurde die Auflösung auf § 1 der Verordnung des Reichspräsidenten zum Schutz von Volk und Staat. Begründet wurde die Auflösungsverfügung wie folgt:

„Die Burschenschaft Hannovera sowie deren Hausbauverein haben bisher trotz wiederholter Bemühungen jede tätige Mitarbeit am studentischen Neuaufbau abgelehnt. Insbesondere hat nur ein geringer Prozentsatz der Angehörigen dieser Vereinigungen seinen Beitritt zum NS-Altherrenbund erklärt und somit bewusst die Bestrebungen des Stellvertreters des Führers und des Reichsführers SS sabotiert.“

Einige Alte Herren erwogen 1943, eine Kameradschaft mit Namen „Burg Hardenberg“ zu gründen. Dieser Versuch war allerdings erfolglos. Infolge des Zweiten Weltkrieges verloren 26 Bundesbrüder ihr Leben an der Front oder in Gefangenschaft.

### Entwicklung seit 1945

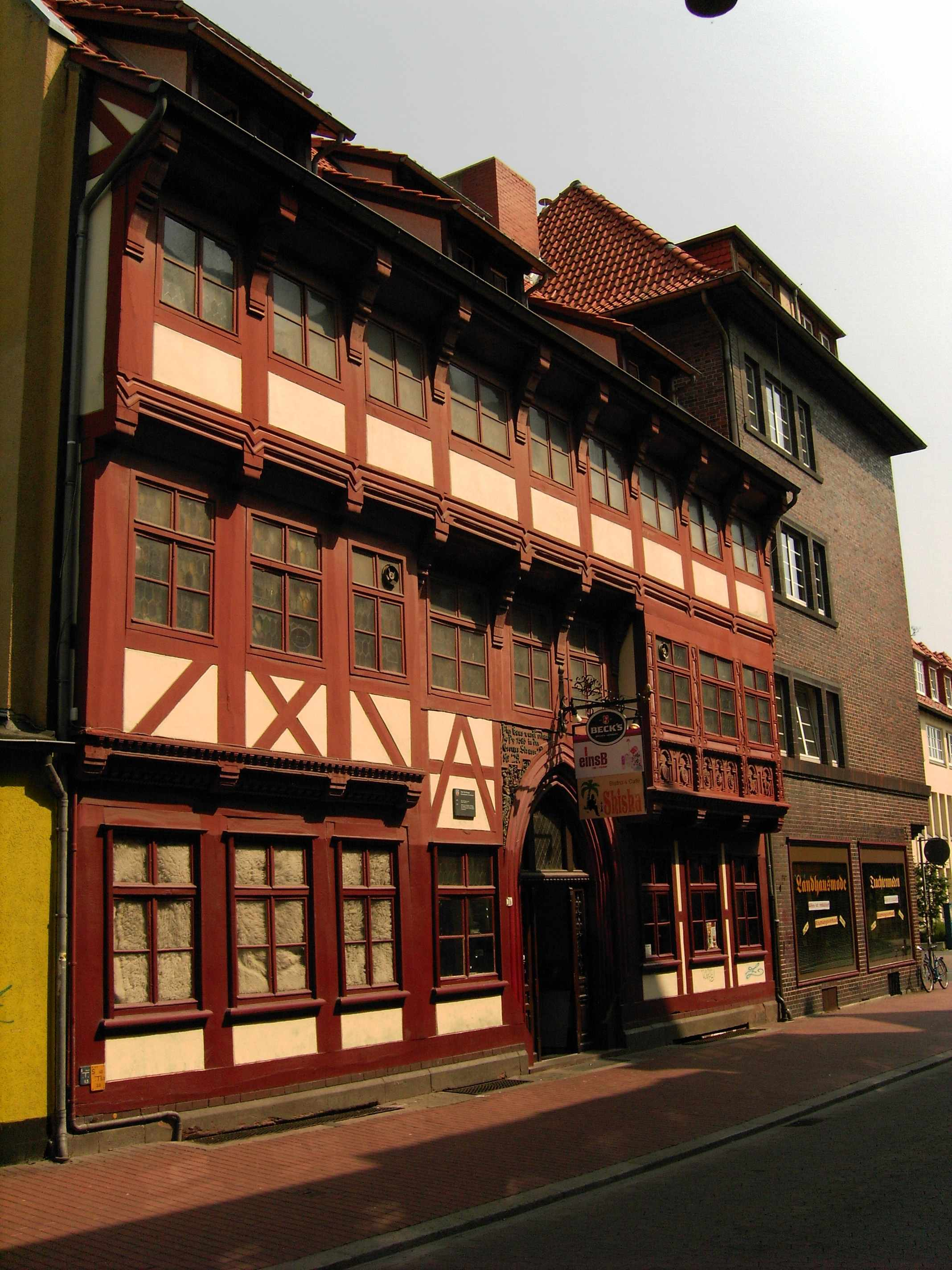
Alte Fink Europa

Die britische Militärregierung beschlagnahmte 1949 erneut das Korporationshaus und stellte es unter Treuhandschaft, so dass auch das 100. Stiftungsfest der Hannovera nicht in Göttingen gefeiert werden konnte. Erst 1950 wurde das Haus zurückgegeben, allerdings mussten bestehende Mietverhältnisse, beispielsweise der Emil Busch GmbH, beachtet werden.
Am 17. Februar 1951 wurde die Hannovera in dem Gasthaus Alte Fink Europa in Göttingen von jungen Studenten als aktiver Bund rekonstituiert. Da das Haus zunächst nur zum Teil benutzt werden konnte, hatten die Aktiven ihr Kneiplokal zuerst in dem Lokal „Stegemühle“. Ab 1956 stand das Verbindungshaus wieder voll zur Verfügung. Anfangs wurde in der Hannovera um die Gemeinschaftsform gerungen, bis sich die jetzige Form der studentischen Korporation auf der Grundlage des Lebensbundprinzips durchsetzte. Der Schwerpunkt der Aktivitäten wird seitdem auf inhaltliche Arbeit gelegt.

### Seit 2000

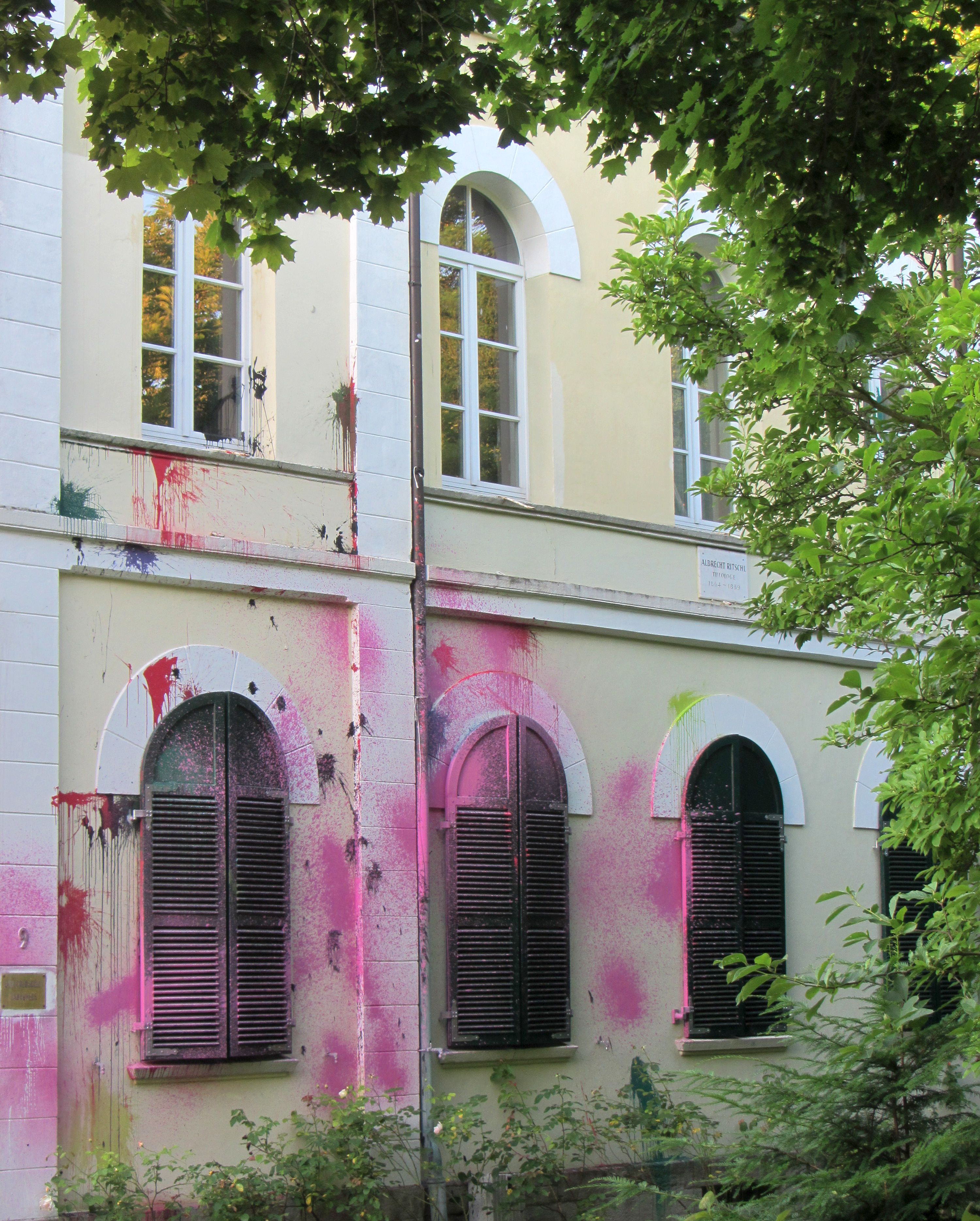
Verbindungshaus mit den Spuren eines Farbanschlages aus dem mutmaßlich linksextremen Spektrum (2014).

Nach einer Statistik über Gewalt gegen Korporationen für das Jahr 2010 wurde die Burschenschaft Hannovera Opfer zahlreicher Anfeindungen und Sachbeschädigungen am Verbindungshaus. Im Dezember 2012 trat die Burschenschaft Hannovera aus dem Korporationsverband Deutsche Burschenschaft aus.
Die Burschenschaft wurde bis zur Auflösung der damaligen Aktivitas durch die Altherrenschaft von Kritikern als „reaktionär, antipluralistisch, antidemokratisch [und] nationalistisch“ charakterisiert (Stand: 2015).
Im Jahr 2021 zählt die Burschenschaft Hannovera zu den zahlreichen Studentenverbindungen in Göttingen, die über ein reges Bundesleben verfügen. Als besondere wiederkehrende Veranstaltungen lassen sich der Gründungsexbummel zur Ruine Hardenburg und die Fuchsentaufe am Marktbrunnen in Witzenhausen anführen.

## Auswärtige Verhältnisse
Die Burschenschaft war lange Zeit – mit Unterbrechungen – Teil des Grün-Weiß-Roten Kartells (GWRK). Auch war sie von 1902 bis Dezember 2012 Mitglied der Deutschen Burschenschaft (DB).

## Bekannte Mitglieder

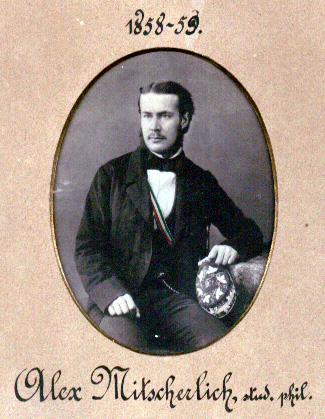
Alexander Mitscherlich

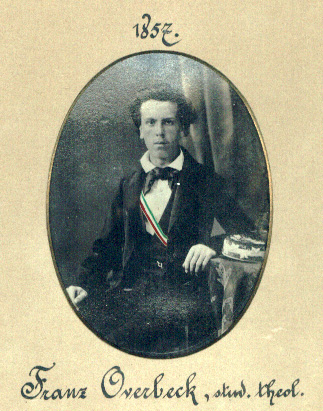
Franz Overbeck

- Ludwig Aegidi (1825–1901), Jurist, Publizist, Hochschullehrer, Mitglied des Norddeutschen Reichstages und des Preußischen Abgeordnetenhauses
- Hans Bickel (1907–1983), Jurist und Landesbankdirektor
- Franz Boccius (1831–1907), Jurist, Geheimer Oberregierungsrat im Reichsschatzamt
- Felix Boehmer (1851–1920), Jurist, Mitglied des Preußischen Abgeordnetenhauses
- Gustav Brüning (1835–1882), Jurist, Konsul des Deutschen Reiches in Beirut
- Julius Claussen (1899–1974), Verwaltungsjurist, Staatssekretär
- Rudolf Crisolli (1854–1922), Jurist, Geheimer Oberkonsistorialrat
- August Dresbach (1894–1968), Journalist, Bundestagsabgeordneter
- Robert Durrer (1836–1889), schweizerischer Jurist, Mitglied des Nationalrates
- Viktor von Ebner-Rofenstein (1842–1925), Arzt, Histologe, Hochschullehrer, Rektor der Universität Wien
- Hermann Engelken (1844–1919), Neurologe und Psychiater
- Isidoro Errázuriz (1835–1898), chilenischer Jurist, Publizist, Politiker und Minister
- Ernst Esselbach (1832–1864), Physiker, Ingenieur für Seekabel
- Wilhelm Evers (1906–1983), Geograph, Hochschullehrer
- Berend Wilhelm Feddersen (1832–1918), Physiker, Privatgelehrter
- Erich Fink (1866–1950), Historiker und Archivdirektor
- Georg Foerster (1837–1911), Jurist, Wirklicher Geheimer Oberregierungsrat im Preußischen Ministerium der öffentlichen Arbeiten
- Ernst-August Franke (1875–1948), Arzt, Chirurg, Hochschullehrer
- Ferdinand Frensdorff (1833–1931), Jurist, Hochschullehrer, Rektor der Universität Göttingen
- Werner Freytag (1908–1991), Mund-, Kiefer- und Gesichtschirurg; Schriftsteller
- Eduard Friesland (1841–1911), Gymnasialprofessor, Philologe, Geograph und Reisender
- Eduard von Frowein (1841–1924), Jurist und Politiker, Landrat im Kreis Rees
- Franz Hagens (1835–1894), Jurist, Senatspräsident am Kammergericht, Mitglied des Preußischen Abgeordnetenhauses
- Karl von Hagens (1838–1924), Jurist, OLG-Präsident, Mitglied des Preußischen Herrenhauses
- Eduard von Harnier (1829–1917), Rechtsanwalt und Synodalvorsitzender
- Karl Hattendorff (1834–1882), Mathematiker, Hochschullehrer
- Wilhelm Hayen (1834–1918), Jurist, Geheimer Oberkirchenrat
- Wolfgang Helbig (1839–1915), Klassischer Archäologe, Kunsthändler
- Herbert Hemprich (1913–1985), Kirchenjurist
- Emil Herrmann (1812–1885), Jurist, Hochschullehrer und Kirchenpolitiker
- Karl Heussenstamm (1835–1913), Jurist, Kommunalpolitiker und -beamter in Frankfurt am Main
- Karl Hoppenstedt (1834–1910), Jurist, erster Präsident des Landgerichts Lübeck
- Carl Jacobsen (1910–1985), Landrat des Kreises Rendsburg und der erste Landrat des Kreises Rendsburg-Eckernförde
- Max Theodor von Karajan (1833–1914), Klassischer Philologe, Hochschullehrer, Rektor der Universität Graz
- Franz Kielhorn (1840–1908), Indologe, Sanskrit-Forscher, Hochschullehrer
- Johann Kießling (1839–1905), Pädagoge, Physiker, Meteorologe
- Horst Kirschner (1932–2022), Zahnmediziner, Hochschullehrer, Erfinder der Zahnrettungsbox
- Karl Kollhoff (1846–1901), Wirklicher Geheimer Kriegsrat, Abteilungschef im preußischen Kriegsministerium
- Wilhelm Krause (1833–1910), Arzt, Anatom, Hochschullehrer
- Hugo Kremer von Auenrode (1833–1888), Jurist, Hochschullehrer, Rektor der Universität Prag
- Gustav Lahmeyer (1827–1915), Gymnasiallehrer, Altphilologe
- Carl von Lemcke (1831–1913), Ästhetiker, Kunsthistoriker, Hochschullehrer, Rektor der Technischen Hochschule Stuttgart, Lieddichter und Romanautor
- Jenny Lind (Johanna Maria Lind) (1820–1887), schwedische Sopranvirtuosin, gen. „Schwedische Nachtigall“
- Theodor Lindemann (1831–1903), Mediziner, erster ärztlicher Direktor des Henriettenstiftes in Hannover
- Georg Lodemann (1827–1893), Jurist, Direktor des Preußischen Ministerium des Innern
- Karl von Lützow (1832–1897), Kunsthistoriker, Hochschullehrer
- Julius Mannhardt (1834–1893), Augenarzt, Diplomat, Schriftsteller
- Eduard Marcard (1826–1892), Jurist, Unterstaatssekretär, Mitglied des Preußischen Abgeordnetenhauses
- Georg Merkel (1829–1898), Verwaltungsjurist und Oberbürgermeister von Göttingen
- Hugo von Meyer (1837–1902), Jurist, Strafrechtslehrer und Hochschullehrer, Rektor der Universität Tübingen
- Alexander Mitscherlich (1836–1918), Chemiker, Hochschullehrer, Fabrikbesitzer
- Waldemar Mitscherlich (1877–1961), Staatswissenschaftler (1935 ausgeschieden)
- Eike Mühlenfeld (1938–2018), Physiker, Professor für Mess- und Automatisierungstechnik
- Hans Mühlenfeld (1901–1969), Bundestagsabgeordneter, deutscher Botschafter in den Niederlanden und in Australien, Kultusminister von Niedersachsen
- Henry Bradford Nason (1835–1895), US-amerikanischer Chemiker, Hochschullehrer
- Rudolph Neuß (1826–1892), Jurist und Bürgermeister von Wernigerode
- August Oeltermann (1836–1902), Jurist, Geheimer Oberfinanzrat
- Albert von Otto (1836–1922), Jurist, Politiker, Staatsmann
- Robert Otto (1837–1907), Pharmazeut, Chemiker, Hochschullehrer
- Franz Overbeck (1837–1905), Theologe, Hochschullehrer, Rektor der Universität Basel
- Werner Peitsch (* 1945), Mediziner, Zahnmediziner und Hochschullehrer
- George Rudolf Peterßen (1826–1903), Senatspräsident am Reichsgericht
- Rudolph Pfefferkorn (1826–1883), Jurist, Mitglied des Gesetzgebenden Körpers der Freien Stadt Frankfurt am Main
- Gustav von Piotrowski (1833–1884), polnisch-österreichischer Arzt, Physiologe, Hochschullehrer, Rektor der Universität Krakau
- Ludwig Rhumbler (1864–1939), Zoologe, Hochschullehrer, Rektor der Forsthochschule Hannoversch Münden
- Diedrich Gerhard Roggemann (1840–1900), Jurist, Reichstagsabgeordneter, Oberbürgermeister von Oldenburg in Oldenburg
- Johannes Rohne (1899–1987), Jurist, Landrat des Kreise Görlitz
- Adolf Rose (1908–1974), Physiker, Stahlforscher, Hochschullehrer
- Heinz Rosenthal (1906–1973), Pädagoge, Heimatforscher und Historiker; Träger des Ehrenrings der Stadt Solingen
- Johannes Rösing (1833–1909), Rechtsanwalt, Redakteur, Diplomat, Staatsmann
- Walther Rump (1878–1965), Medizinphysiker, Hochschullehrer
- Ludwig Schauenburg (1839–1909), Pastor und Kirchenhistoriker
- Hermann Schlegtendal (1887–1957), Jurist und Politiker, Oberbürgermeister von Lünen
- Carl Schultz (1835–1907), Rechtsanwalt, Stadtverordneter und Schriftsteller
- Carl Siegel (1832–1896), Jurist, Geheimer Oberregierungsrat
- Theodor Stern (1837–1900), Bankier, Politiker
- Friedrich Stohmann (1832–1897), Chemiker, Hochschullehrer
- Gustav Struckmann (1837–1919), Jurist, Reichstagsabgeordneter, Oberbürgermeister und Ehrenbürger von Hildesheim
- Johannes Struckmann (1829–1899), Jurist, OLG-Präsident, Reichstagsabgeordneter
- Henning Tegtmeyer (1940–2019), Jurist, Ministerialbeamter, Studentenhistoriker
- Martin Tegtmeyer (1906–1983), Diplomlandwirt, Tierzüchter, Hochschullehrer
- Eugen Tenge (1829–1903), Jurist, Geheimer Oberjustizrat, Direktor und Stellvertretender Präsident des Landgerichts Oldenburg
- Werner Thies (1933–2008), Biochemiker, Pflanzenzüchter, Hochschullehrer, Waldbesitzer
- Johann Heinrich Vogel (1862–1930), Chemiker, Landwirtschaftswissenschaftler, Hochschullehrer
- Max Weber (1836–1897), Jurist, Reichstagsabgeordneter, Mitglied des Preußischen Abgeordnetenhauses
- Leo Wehrmann (1840–1919), Jurist, Ministerialdirektor im Preußischen Ministerium der öffentlichen Arbeiten
- Albert Weidemann (1848–1922), Jurist, Abteilungsleiter im preußischen Kriegsministerium
- Carl Hermann Wichelhaus (1842–1927), Chemiker, Hochschullehrer, Sekretär der Deutschen Chemischen Gesellschaft
- Martin Wilckens (1834–1897), Arzt, Tierphysiologe, Hochschullehrer, Gründungsrektor der Hochschule für Bodenkultur Wien
- Martin Heinrich Wilckens (1834–1882), Mitglied der Bremer Bürgerschaft
- Richard Witting (1856–1923), Jurist, Oberbürgermeister und Ehrenbürger von Posen, Direktor der Nationalbank für Deutschland AG, Mitglied des Preußischen Abgeordnetenhauses
- Adolf Wüstefeld (1827–1901), Generalarzt, Autor und Zeichner
- Viktor Zachariae (1837–1900), Arzt, Bürgermeister von Wildemann
- Karl Ziebarth (1836–1899), Jurist, Hochschullehrer

Mitgliederverzeichnisse:
- Verzeichnis der Mitglieder der Hannovera am Tage ihres zehnjährigen Bestehens den 24. Mai 1858. Göttingen, Druck der Universitäts-Buchdruckerei von E. A. (Ernst August) Huth
- Willy Nolte (Hrsg.): Burschenschafter-Stammrolle. Verzeichnis der Mitglieder der Deutschen Burschenschaft nach dem Stande vom Sommer-Semester 1934. Berlin 1934. S. 1038.
- Henning Tegtmeyer: Mitgliederverzeichnis der Burschenschaft Hannovera Göttingen 1848–1998. Eigenverlag, Düsseldorf 1998.